# Белые гуси (подрод)
Белые гуси (лат. Chen) — подрод водоплавающих птиц рода гусей (Anser), ранее был в ранге рода. Подобно серому гусю, представители имеют розовые клюв и ноги.

## Классификация
- Белый гусь (Anser (Chen) caerulescens)
  - Большой белый гусь (Anser caerulescens atlanticus)
  - Малый белый гусь (Anser caerulescens caerulescens)
- Гусь-белошей (Anser (Chen) canagicus)
- Гусь Росса (Anser (Chen) rossii)

## Галерея

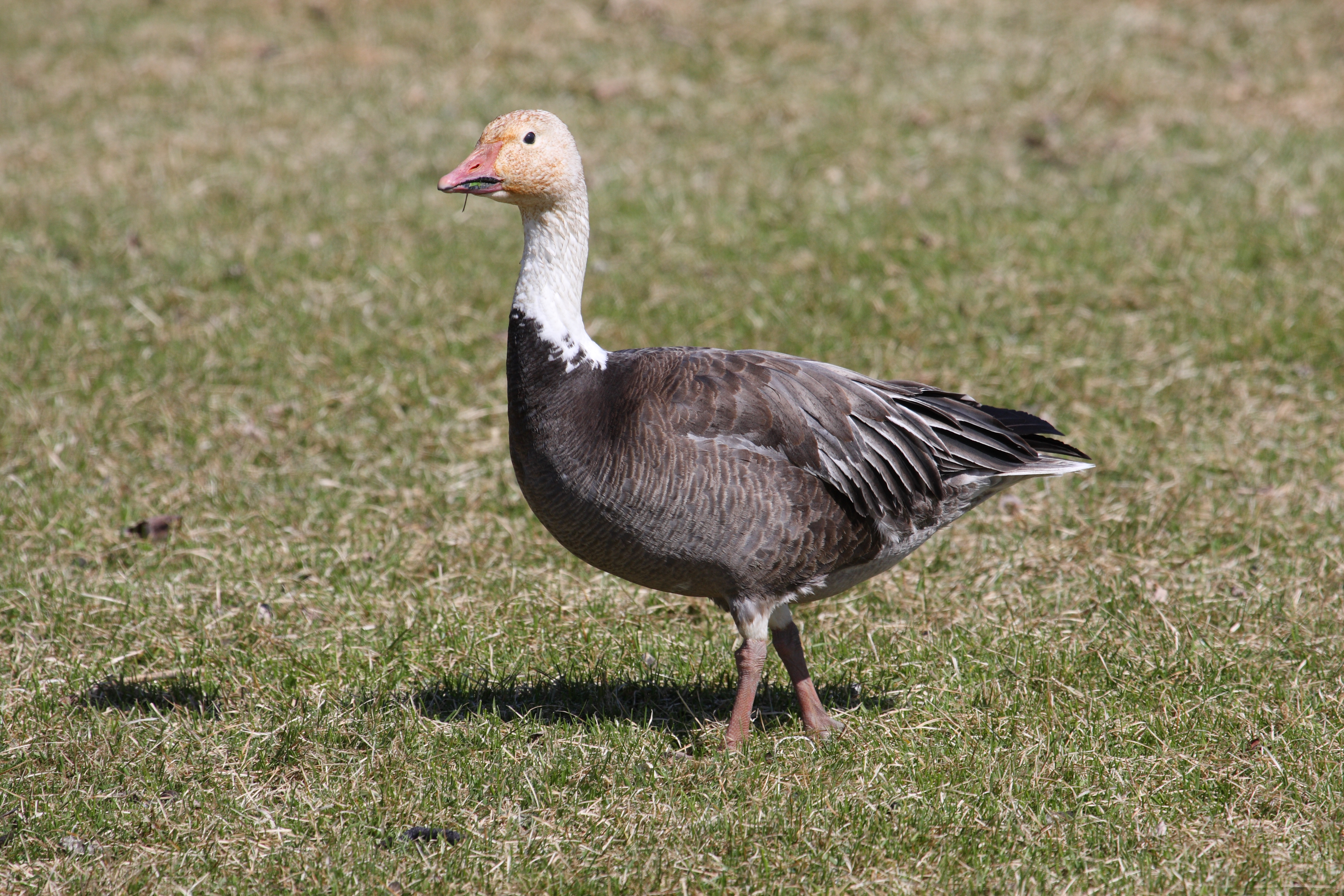
Малый белый гусь
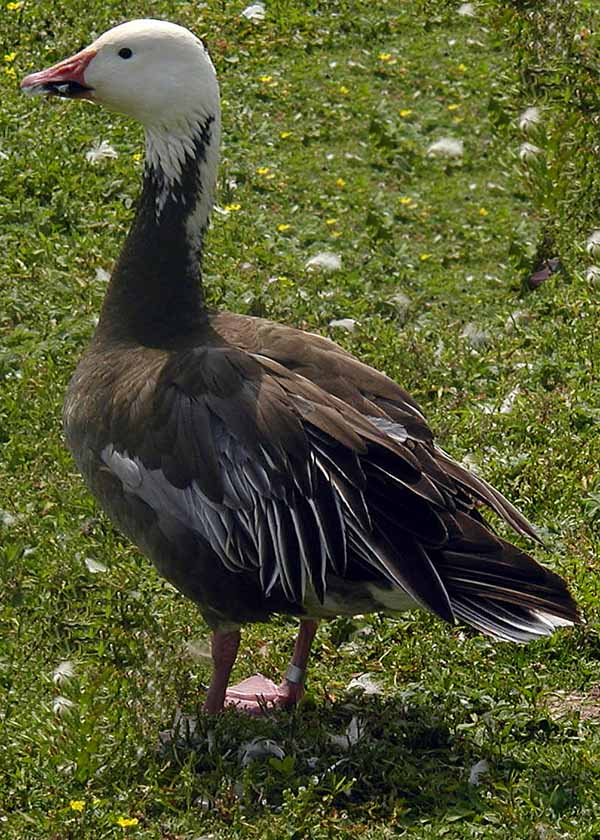
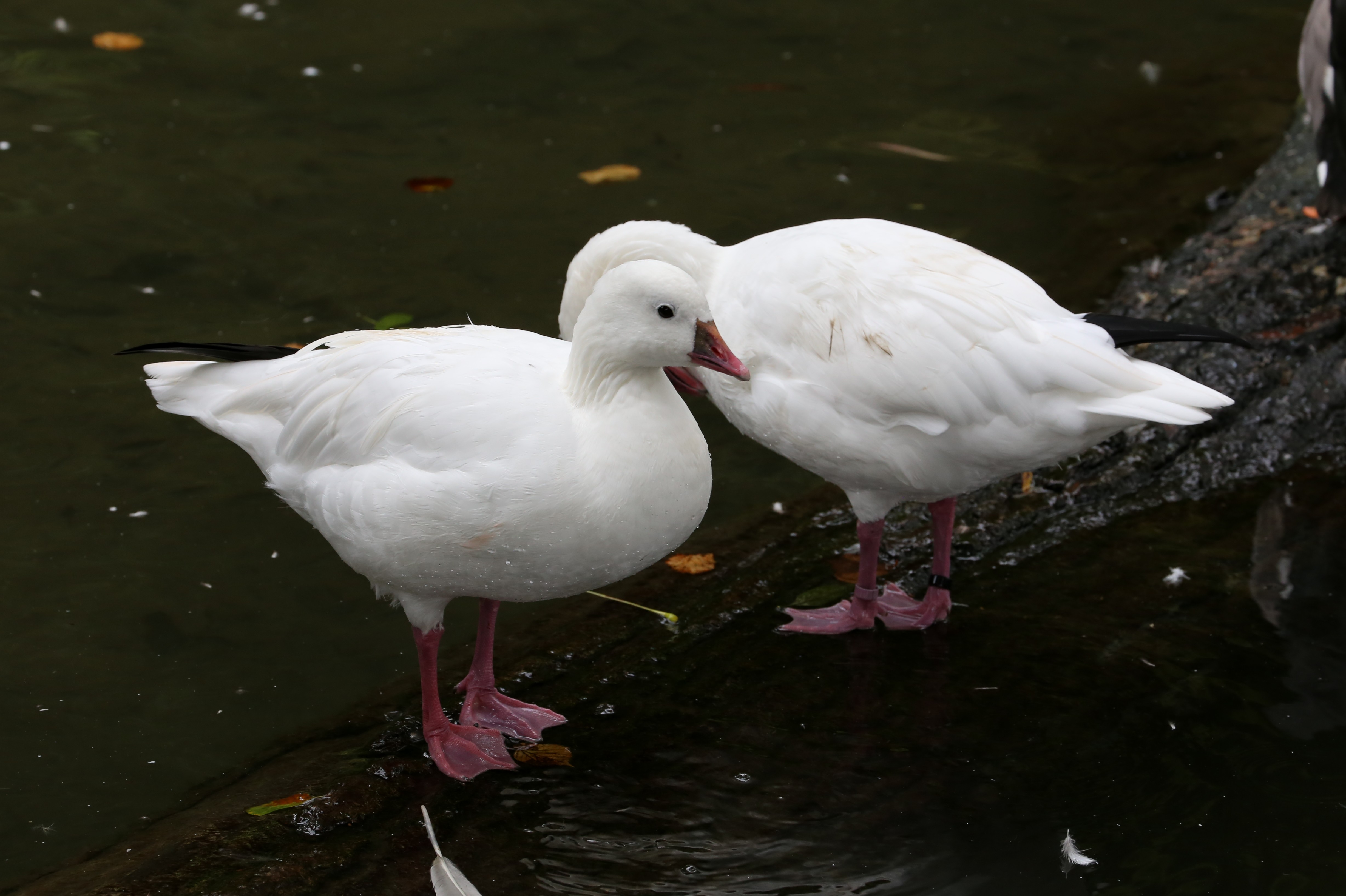
Гусь Росса
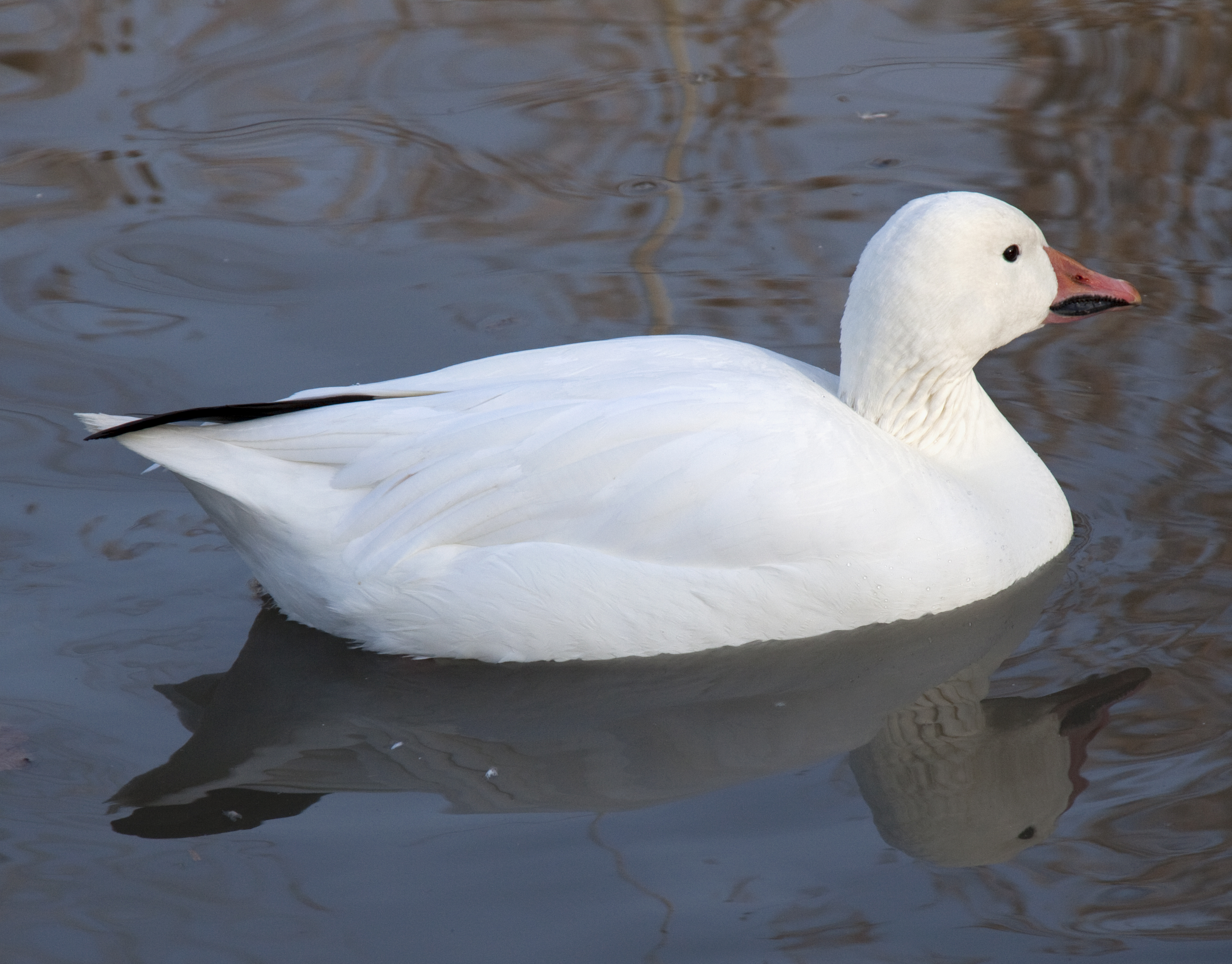
Белый гусь
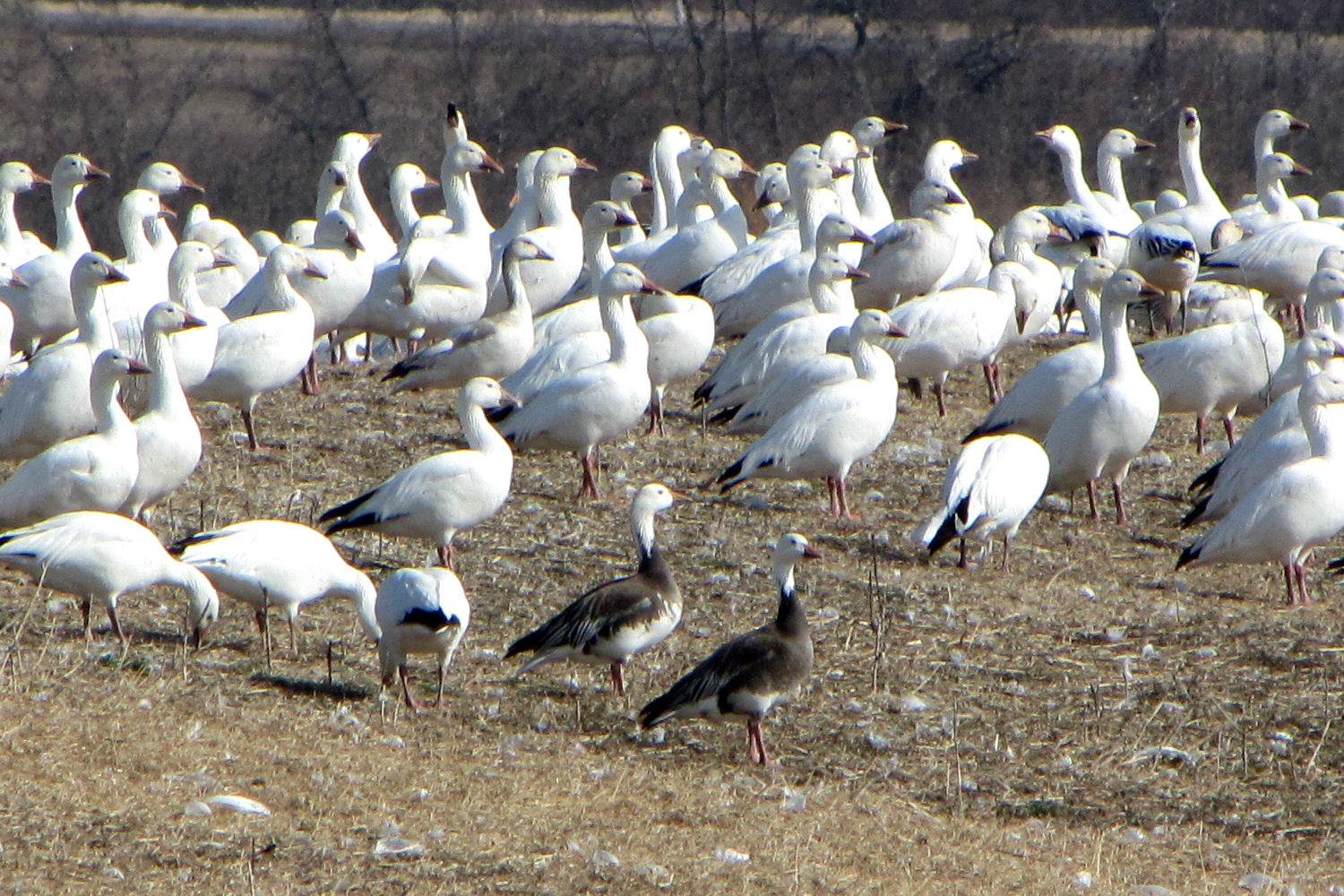
Большой белый гусь
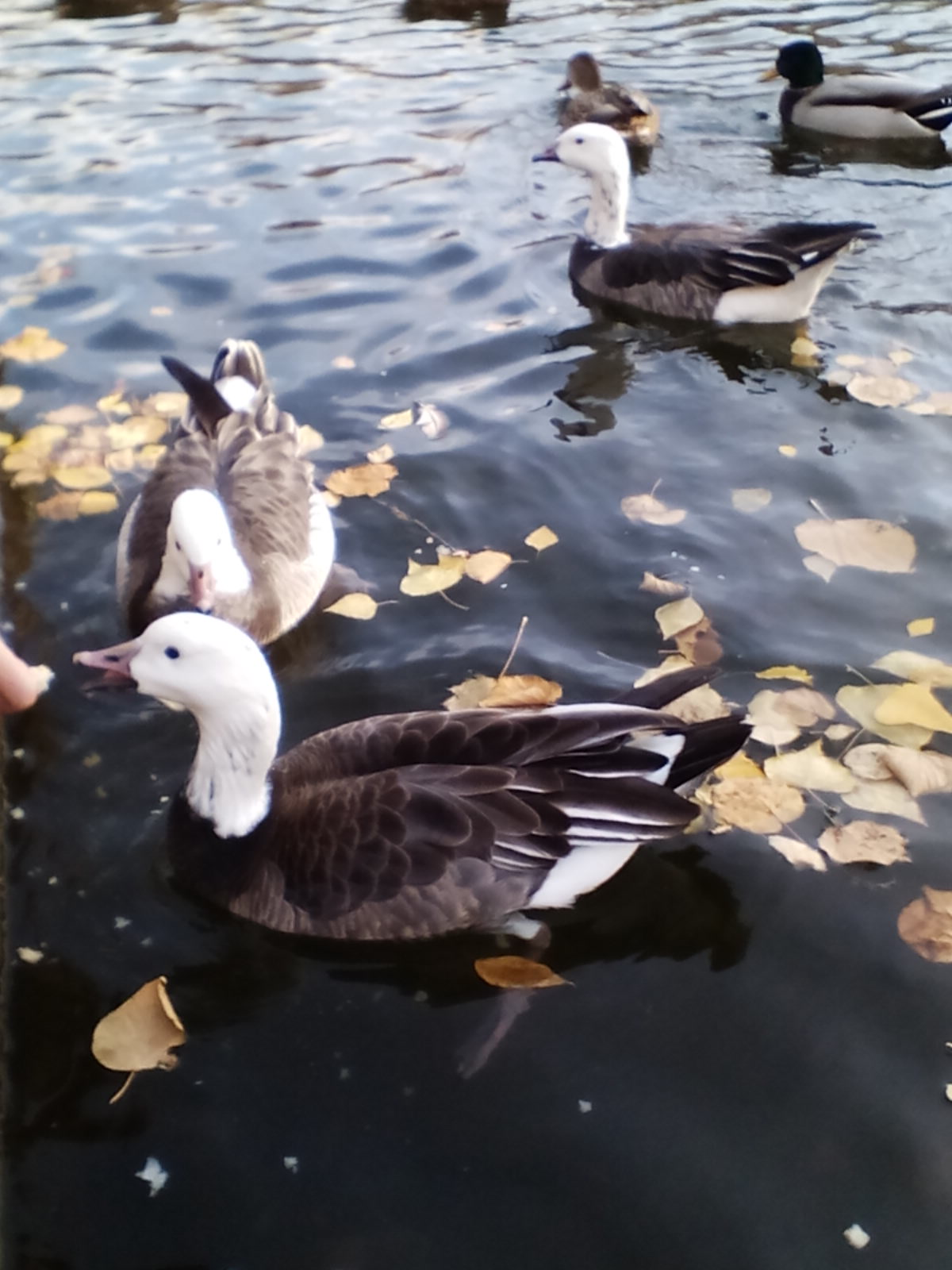

- Большой белый гусь в полёте